# Cathryn Wightman
Cathryn Wightman (* 8. Juli 1978 in Melbourne, Australien) ist eine ehemalige australische Synchronschwimmerin, die an den Olympischen Sommerspielen 2000 in Sydney teilnahm.

## Karriere

### Olympische Spiele
Cathryn Wightman gehörte im Jahr 2000 in Sydney bei den Olympischen Sommerspielen 2000 zum australischen Aufgebot im Mannschaftswettkampf. Zusammen mit ihren Mannschaftskameradinnen Kelly Geraghty, Amanda Laird, Katrina Orpwood, Rachel Ren, Tracey Davis, Naomi Young, Dannielle Liesch und Irena Olevsky absolvierte sie den olympischen Wettkampf am 28. und 29. September 2000 im Sydney Olympic Park Aquatic Centre und belegte den 8. Platz von acht teilnehmenden Mannschaften mit einer Gesamtwertung von 89,493 Punkten.

### Weltmeisterschaften
Wightman nahm an den 8. Schwimmweltmeisterschaften 1998 in Perth im Synchronschwimmen am Mannschaftswettkampf teil. Am 15. Januar 1998 erreichte sie mit ihrer Mannschaft eine Gesamtwertung von 90,2670 Punkten und belegte den 23. Platz.